# Kordofan

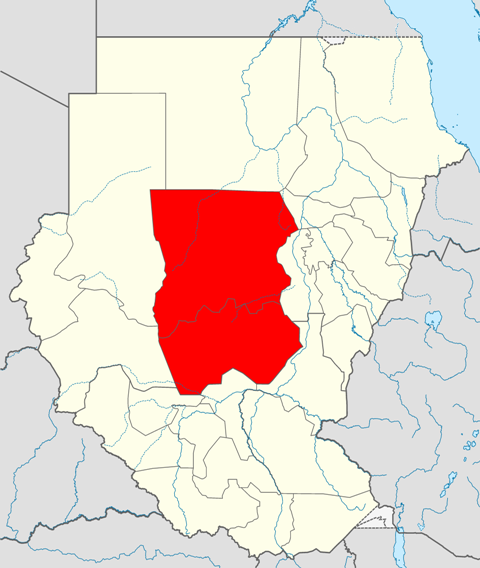
Localizzazione del Kordofan nel Sudan

Il Kordofan (in arabo کردفان‎?, Kurdufān, pronuncia araba moderna [ˌkʊɾˤduˈfæːn]), è una ex provincia nel centro del Sudan. Nel 1994 è stata divisa in tre nuovi stati federali: Kordofan Settentrionale, Kordofan Meridionale e Kordofan Occidentale. Nel 2005 il Kordofan Occidentale venne amministrativamente suddiviso tra Kordofan Settentrionale e Kordofan Meridionale. 

## Geografia
Il Kordofan ha una superficie di circa 146.932 km² (56.730 miglia²), con una popolazione stimata nel 2000 di 3,6 milioni (3 milioni nel 1983). È in gran parte una pianura ondulata, con i monti Nuba al suo sud-est. Durante la stagione delle piogge, da giugno a settembre, la regione è fertile, ma nella stagione asciutta diventa come un deserto. La città principale della regione è Al-Ubayyid.

## Economia e demografia
Tradizionalmente la regione è nota per la produzione della gomma arabica. Altre coltivazioni sono le arachidi, il cotone e il miglio. I principali gruppi etnici sono Nuba, Scilluc e Dinka. Le grandi aree da pascolo sono usate da popolazioni di lingua araba, i semi-nomadi Baqqāra e gli allevatori di dromedari Kabābīsh.
Le lingue autoctone del Kordofan sono parlate da una piccola minoranza nel Kordofan Meridionale e sono tipiche della regione, così come le lingue kadu.

## Storia

### Prima del 1840
Secondo quanto scrive Ignaz Pallme (Steinschönau, 1º febbraio 1807 – Hainburg, presso Vienna, 11 giugno 1877) nel suo libro Kordofan (pubblicato nel 1843), il Re del Sinnār inviò nel 1779 lo sceicco Nasīb con duemila cavalieri a prendere possesso del Kordofan. La regione rimase per circa cinque anni sotto il governo del Sinnār. Durante questo periodo si ebbe un'immigrazione consistente di arabi e nativi locali dal Sinnār e da Dongala, inoltre l'agricoltura e il commercio incominciarono a fiorire.
In seguito il Sultano del Darfur incominciò a prestare attenzione al Kordofan e organizzò una campagna militare che estromise per sempre il Sinnār dalla regione. Il Kordofan rimase sotto il Sultano del Darfur fino al 1821. Durante questi anni la regione rimase prospera; gli abitanti vissero in pace e non soggetti a tasse; i mercanti furono esentati da ogni imposizione ed il tributo pagato era un omaggio volontario al Sultano del Dār Fūr (Darfur). In questo periodo fu costruita Bārā, la seconda città commerciale per importanza, dai Dongalavi e il commercio si estese in ogni direzione dall'Abissinia e dall'Egitto verso El Obeyd (al-Ubayyid) e Bārā e da qui verso altri paesi dell'Africa.
Questo stato di prosperità cessò nel 1821 quando Mehmet Ali, viceré ottomano d'Egitto, inviò suo genero, il Daftardar Muhammad Bey Khusraw, con circa 4.500 soldati e otto cannoni a conquistare il Kordofan. Il monopolio sul commercio e le tasse, imposte dai nuovi governanti, impedirono il commercio in generale e ogni libera iniziativa imprenditoriale.

### Dopo il 1840
Nel 1883 il Mahdi conquistò Al-Ubayyid. Il governo egiziano inviò un esercito dal Cairo sotto il comando del generale britannico William Hicks, che cadde in un'imboscata e fu annientato nei pressi di Shaykān a sud di El Obeid. In seguito alla riconquista britannica del 1898, il Kordofan fu annesso alle altre province del Sudan.

## Esplorazioni
Ignaz Pallme, mercante tedesco-boemo, intraprese un viaggio esplorativo nel Kordofan alla fine del 1837, su mandato di una ditta commerciale del Cairo, nella speranza di scoprire nuove vie di comunicazione e possibilità di scambi commerciali con l'Africa centrale. 
Per realizzare questa esplorazione, trascorse nella regione un periodo (1837-1839) più lungo di ogni altro europeo prima di lui; le informazioni che raccolse in merito allo stato di questa regione in particolare, e del Sudan in generale, possono essere considerate le più attendibili per quel tempo. Prima di Ignaz Pallme solo pochi viaggiatori avevano visitato questa regione e dato alle stampe le informazioni da loro raccolte. Infatti, meno della metà dei luoghi menzionati nel libro scritto da Pallme è rintracciabile nelle mappe geografiche dell'epoca. 
Il libro Kordofan di Ignaz Pallme è a disposizione degli studiosi presso la Biblioteca nazionale austriaca a Vienna. Scritto sulla base delle note raccolte durante il soggiorno in Kordofan, il libro descrive questa provincia ed alcune delle aree confinanti, con un'analisi della situazione commerciale, delle abitudine ed usanze degli abitanti, così come un resoconto della cattura di schiavi come avveniva sotto il governo di Mehmet Ali.